# Estadio Alejandro Serrano Aguilar
Estadio Alejandro Serrano Aguilar is een stadion in de Ecuadoraanse stad Cuenca met een capaciteit van 22.000 toeschouwers. Het wordt voornamelijk gebruikt voor voetbalwedstrijden. Het is de thuisbasis van de voetbalclub Club Deportivo Cuenca.

## Geschiedenis
Het stadion werd op 3 november 1945 in gebruik genomen onder de naam Estadio Municipal "El Ejido". In 1970, na een renovatie, kreeg het stadion de huidige naam als eerbetoon aan de burgemeester van Cuenca en de voorzitter van de club.
In 1993 werd het stadion gebruikt voor de Copa América. In 1995 werden er enkele wedstrijden van het WK voetbal onder de 17 gespeeld in het stadion en in 2001 werd het stadion gebruikt voor het Zuid-Amerikaanse kampioenschap onder de 20.